# همه زندگی من
همهٔ زندگی من (عربی مصری: طول عمري) فیلمی مصری در ژانر نویسه‌گردانی است که در سال ۲۰۰۸ منتشر شد.